# Castello di Brianza
Castello di Brianza – miejscowość i gmina we Włoszech, w regionie Lombardia, w prowincji Lecco.
Według danych na rok 2004 gminę zamieszkiwało 2200 osób, 733,3 os./km².